# カルロス・ベラ
カルロス・ベラ（Carlos Vela）こと、カルロス・アルベルト・ベラ・ガリード（Carlos Alberto Vela Garrido, 1989年3月1日 - ）は、メキシコ・カンクン出身の元サッカー選手。元メキシコ代表。ポジションはフォワード。兄のアレハンドロもサッカー選手である。

## 経歴
メキシカンサッカーリーグ1部のCDグアダラハラでキャリアをスタート。トップチームでの出場を果たす前にメキシコ代表として出場した2005年のU-17W杯が大きな転機となった。決勝でブラジル代表を3-0と破ったメキシコは優勝。個人でも5得点を記録。大会得点王に輝いた。
この活躍によって複数の欧州クラブの興味をひきつけ、2005年11月にアーセナルFCと5年契約を結んだ。EUパスポートを取得出来なかったことにより2007年までプレミアリーグより就労許可が降りず、2006年2月にセルタ・デ・ビーゴにレンタルされた。同年夏にセルタがEU外選手と制限より多く契約していたことが判明し、UDサラマンカにレンタル移籍した。2006-07シーズンは最初の10試合で6得点を記録。2007-2008シーズンはCAオサスナにレンタル移籍している。2008-2009シーズンからアーセナルに復帰した。2010-11シーズン前半戦はリーグ戦4試合しか出場できなかったため、2010-11シーズン後半戦はウェスト・ブロムウィッチ・アルビオンFCにレンタル移籍し、8試合に出場して2得点した。2011年8月、レアル・ソシエダにレンタル移籍した。
2012年7月、レアル・ソシエダへの完全移籍が発表された。それを機に、ミケル・アランブルの後を継ぎ背番号は11となった。
クラブでの活躍とは対照的に代表ではなぜか輝けず、2010 FIFAワールドカップに出場するメンバー23人に選ばれたものの、チームが許可していないパーティーを開いたことで規律違反によりメキシコサッカー連盟から6か月の出場停止処分を科された。その後2011年3月の親善試合・2試合に出場したものの、ロンドンオリンピックの出場は辞退している。
2014年2月4日、正式に2014 FIFAワールドカップ出場辞退を表明した。
2014年11月、3年半振りにメキシコ代表に復帰。復帰戦となったオランダ代表との親善試合では2得点を挙げた。
2017年8月10日、MLSのロサンゼルスFCに移籍することが発表され、2018年1月1日に正式にロサンゼルスFCへ移籍した。2019シーズンはリーグ戦で34ゴールを挙げて、得点王となり、MVPにも選出された。

## 代表歴

### 出場大会
- メキシコ代表
  - 2010 FIFAワールドカップ
  - 2018 FIFAワールドカップ

### 試合数
- 国際Aマッチ 72試合 19得点（2007年-2018年）[8]

| メキシコ代表 | 国際Aマッチ | 国際Aマッチ |
| 年           | 出場        | 得点        |
| ------------ | ----------- | ----------- |
| 2007         | 2           | 1           |
| 2008         | 11          | 3           |
| 2009         | 9           | 3           |
| 2010         | 11          | 2           |
| 2011         | 2           | 0           |
| 2012         | 0           | 0           |
| 2013         | 0           | 0           |
| 2014         | 2           | 2           |
| 2015         | 11          | 4           |
| 2016         | 1           | 0           |
| 2017         | 15          | 3           |
| 2018         | 8           | 1           |
| 通算         | 72          | 19          |

## タイトル
クラブ
ロサンゼルスFC
- サポーターズ・シールド : 2019, 2022
- MLSカップ : 2022

代表
- FIFA U-17ワールドカップ : 2005
- CONCACAFゴールドカップ : 2009, 2015

個人
- 2005 FIFA U-17世界選手権得点王
- ラ・リーガ月間最優秀選手賞 : 2013年12月、2014年11月
- MLS年間MVP : 2019
- MLS月間MVP : 2019年3月 , 2019年4月 , 2019年9月
- MLSベストイレブン : 2018, 2019
- MLS得点王 : 2019